# استیون یاردلی
استیون یاردلی (انگلیسی: Stephen Yardley؛ زادهٔ ۲۴ مارس ۱۹۴۲) بازیگر بریتانیایی است که شهرتش بیشتر، بابت هنرنمایی در مجموعه‌های تلویزیونی بریتانیایی مابین سال‌های ۱۹۶۵ الی ۲۰۰۴ است. وی دانش‌آموختهٔ آکادمی سلطنتی هنرهای دراماتیک است.

## گزیدهٔ آثار تلویزیونی
- خطاهای نرم‌افزاری (۱۹۹۸)
- تپش قلب (۱۹۹۶)
- بیوه‌ها ۲ (۱۹۸۵)
- ژولیت براوو (۱۹۸۴)
- بلیک ۷ (۱۹۸۱)
- خدانگهدار عزیزم (۱۹۸۱)
- داستان دو شهر (۱۹۸۰)
- ارتش سری (۱۹۷۸)
- ویلیام عادل (۱۹۷۶)
- محصور در میان دیوارها (۱۹۷۵)
- دکتر هو (۱۹۸۵-۱۹۷۵)
- ناپلئون و عشق (۱۹۷۴)
- برادران (۱۹۷۴)
- جنگ و صلح (۱۹۷۳)
- آدولف هیتلر - نقش من در سقوط او (۱۹۷۲)
- محافظان (۱۹۷۱)
- کارآگاه (۱۹۶۹)
- قهرمانان (۱۹۶۸)
- نقاب ژانوس (۱۹۶۵)